# Athos (bjerg)
 For alternative betydninger, se Athos. (Se også artikler, som begynder med Athos)
Athos er et bjerg og en halvø på den større halvø Halkidiki i den græske del af Makedonien kaldet Άγιο Όρος (Ayio Oros eller "Det Hellige Bjerg") på nygræsk.
På halvøen ligger der 20 større klostre og 12 mindre munkefællesskaber. Området er en autonom teokratisk stat, som formelt blev etableret i år 963, og som er under græsk suverænitet. Det er kun tilladt munke og mandlige besøgende at opholde sig på halvøen. Befolkningen tæller omkring 1400 mennesker. Nogle af klostrene bebos fortrinsvis af henholdsvis russiske, serbiske, bulgarske og rumænske munke.
Det hellige bjerg udgør et åndeligt center i den ortodokse kirke, og er mål for mange pilgrimme (besøg forudsætter forudgående tilladelse). Athos er desuden på UNESCOs Verdensarvliste.
40°09′30″N 24°19′38″Ø / 40.1583°N 24.3272°Ø